# Joachim Bliese

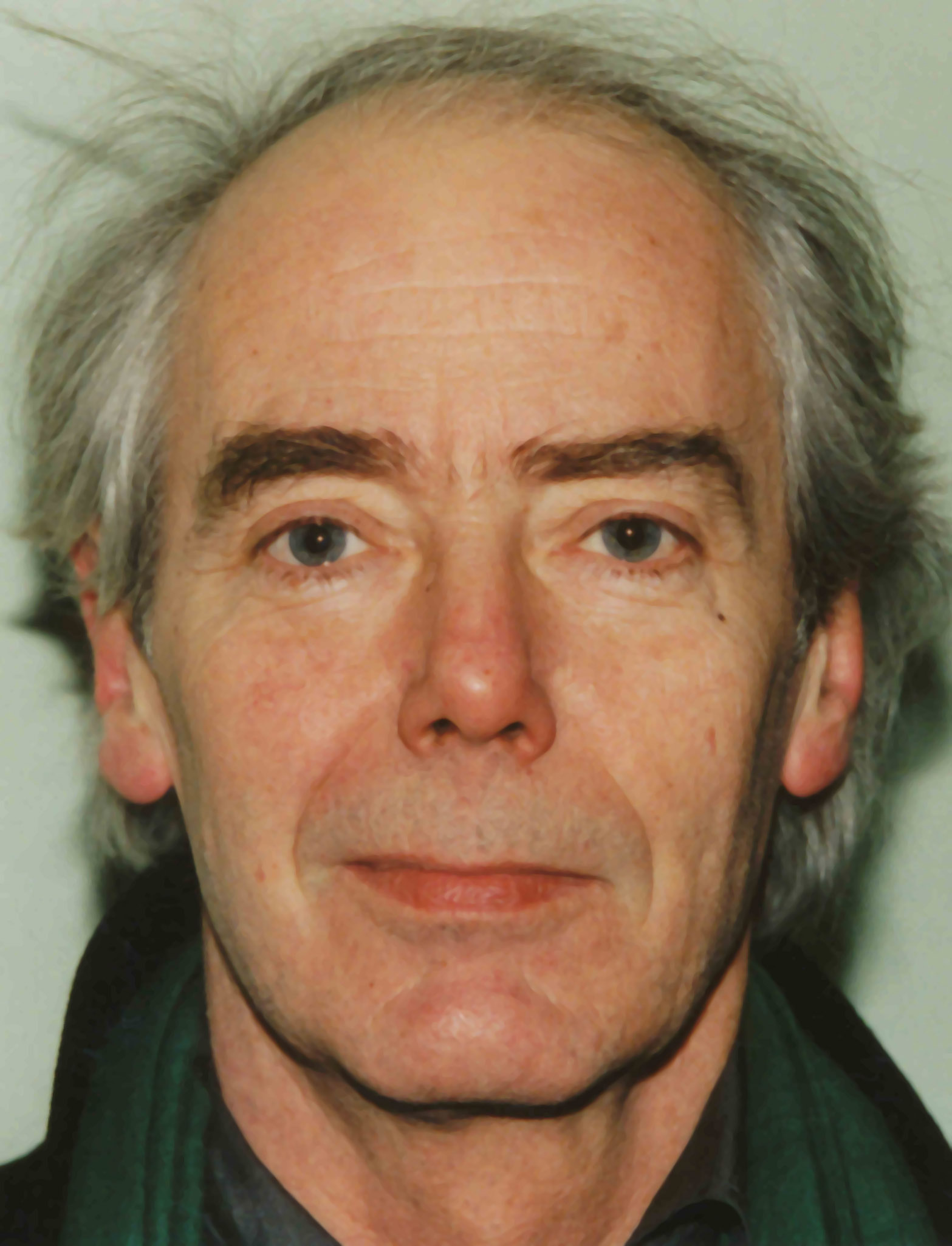
Joachim Bliese

Joachim Bliese (* 7. Oktober 1935 in Kiel als Hans Joachim Bliese; † 9. September 2021 in Berlin) war ein deutscher Schauspieler.

## Leben

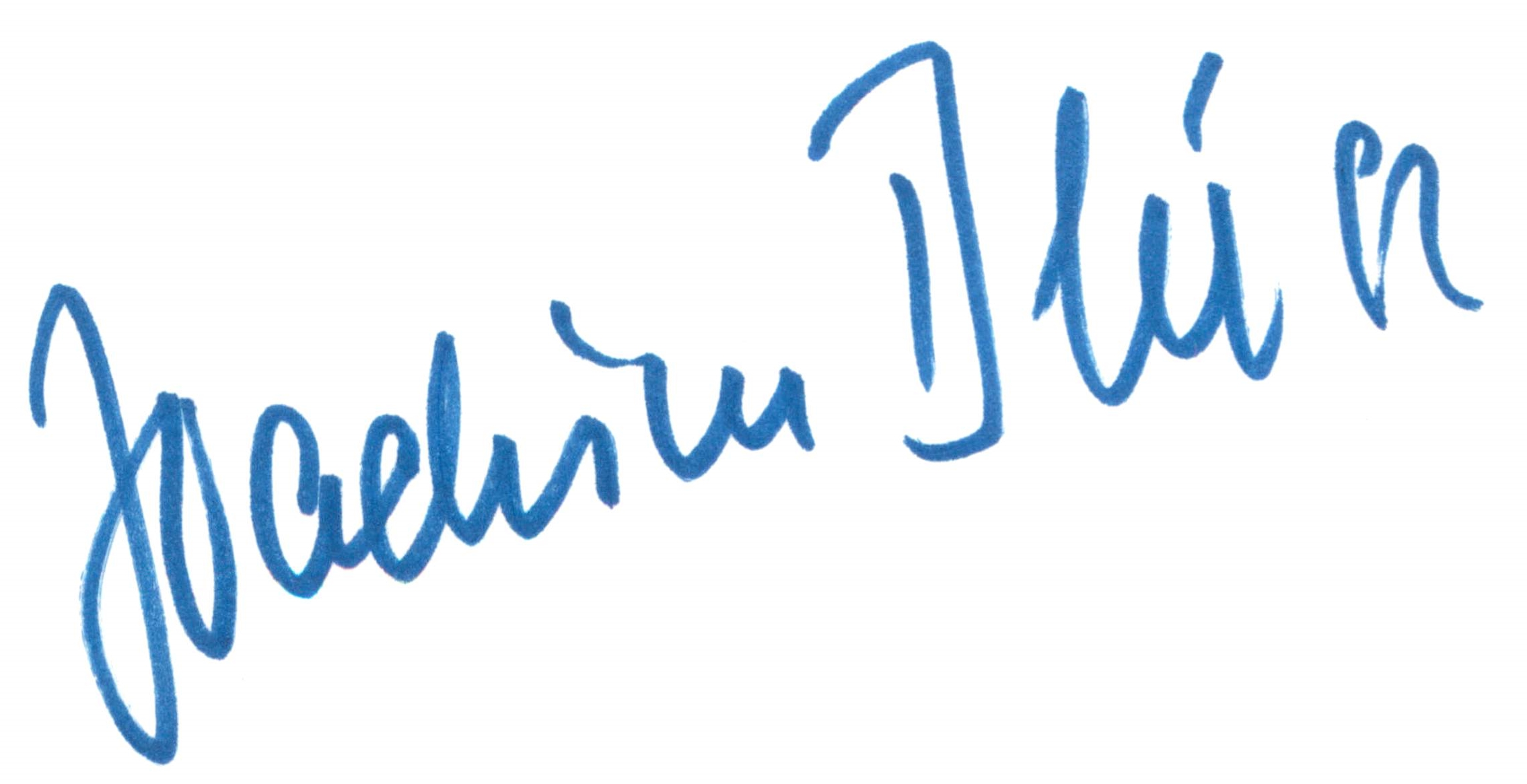
Signatur von Joachim Bliese

Joachim Bliese absolvierte eine Schauspielausbildung an der Hochschule für Musik und Theater in Hamburg.
Es folgten Theaterengagements am Schauspielhaus Wien, an den Städtischen Bühnen Oberhausen (1964/1965), am Thalia Theater Hamburg, am Theater am Neumarkt in Zürich, von 1981 bis 1991 am Schillertheater Berlin und an der Freien Volksbühne in Berlin. Gastengagements führten ihn an verschiedene Theaterbühnen in Stuttgart und Frankfurt am Main, an das Landestheater Coburg, an das Staatstheater Wiesbaden, an das Schauspiel Bonn, an das Nationaltheater Mannheim und nach Basel.
Ende 2011/Anfang 2012 gab es Rassismus-Vorwürfe seitens Bühnenwatch gegen Joachim Bliese und Dieter Hallervorden, da in einem Theaterstück die Figur des schwarzen Midge Carter mit ihm als Blackface besetzt worden war.
Joachim Bliese starb am 9. September 2021 im Alter von 85 Jahren in Berlin.

### Privatleben
Joachim Bliese war von 1976 bis 2002 mit der Schauspielerin Eleonore Weisgerber verheiratet. Die beiden hatten zwei Kinder: die Filmregisseurin und Drehbuchautorin Miriam Bliese (* 1978) und den Kulturwissenschaftler und Sozialarbeiter Johannes Bliese (* 1982), der auch in der Berliner Hip-Hop-Szene aktiv ist, wo er unter dem Künstlernamen Joe Madog auftritt.

## Wirken

### Schauspieler
Bliese spielte zu Beginn seiner Theaterlaufbahn das klassische Theaterrepertoire des jugendlichen Liebhabers. In den 1960er und 1970er Jahren war Bliese im deutschen Fernsehen mehrfach in Literaturverfilmungen, in Theateraufzeichnungen oder in Fernsehbearbeitungen von Theaterstücken zu sehen. 1963 spielte er die Rolle des Malers Braun in Gerhart Hauptmanns Drama Einsame Menschen. 1966 übernahm er in einer Fernsehinszenierung an der Seite von Kurt Ehrhardt die Rolle des Emil Groß in der Posse Der Raub der Sabinerinnen von Franz und Paul von Schönthan. 1970 war er in Die lieben Freunde von Reginald Rose zu sehen. Im Januar 1993 wirkte er beim Neujahrskonzert in der Berliner Philharmonie „mit hervorragender Diktion“ neben Leslie Malton als Sprecher in einer konzertanten Aufführung der Purcell-Oper King Arthur mit; Marcus Creed dirigierte den RIAS Kammerchor und das Freiburger Barockorchester.
Im späteren Verlauf seiner Karriere entwickelte sich Bliese auf der Bühne zum intensiven Charakterdarsteller alternder, kranker und zutiefst einsamer Bühnenfiguren. Am Ernst-Deutsch-Theater in Hamburg spielte er in dem Theaterstück Baumeister Solness von Henrik Ibsen. 2007 verkörperte Bliese den alternden Faust in der Faust-Bearbeitung des Ohnsorg-Theaters. 2008 spielte er dort die Rolle des krebskranken Franz Maus in Roswitha Quadfliegs Theaterstück Atschüüß, mien Leev. Für diese schauspielerische Leistung wurde Bliese 2008 mit dem Rolf-Mares-Preis der Hamburger Theater ausgezeichnet. 2009 spielte er an der Fritz-Reuter-Bühne in Schwerin in dem Stück De Dood in’n Appelboom von Paul Osborn. 2009 spielte Bliese wiederum am Hamburger Ohnsorg-Theater den alten Geheimrat Matthias Clausen in einer plattdeutschen Bearbeitung von Gerhart Hauptmanns Theaterstück Vor Sonnenuntergang. Im Oktober 2016 spielte er dort die Rolle des Amandus Rosenbach in der plattdeutschen Erstaufführung der Bühnenfassung von Honig im Kopf.
Ab Anfang der 1980er Jahre war Bliese dann auch verstärkt im deutschen Fernsehen zu sehen. Bliese wurde dabei häufig in Kriminalserien und Kriminalfilmen eingesetzt. In der Fernsehreihe Tatort wirkte er in insgesamt vier Folgen mit. Bliese übernahm auch Rollen in einigen Kinoproduktionen, so unter anderem 1989 als Staatssekretär Hilper in der Produktion Das Spinnennetz unter der Regie von Leo Penn, ebenfalls 1989 als Botschafter in Bangkok Story und zuletzt 1991 in dem US-amerikanischen Agentenfilm Company Business von Nicholas Meyer.
Bliese wirkte auch bei zwei Kurzfilmen von Regisseur Till Endemann mit, so 2004 in Vergissmeinnicht und 2005 in Kometen. Ein intensives schauspielerisches Charakterporträt zeichnete Bliese in dem Fernseh-Spielfilm Schiller (2005), wo er in einer beklemmenden Szene als Arzt den schwerkranken Friedrich Schiller zur Ruhe und zum maßvollen Umgang mit dessen verlöschender Lebenskraft ermahnt. 2009 übernahm Bliese eine Rolle in dem Fernsehfilm Die Seele eines Mörders nach einem Roman von Batya Gur.

### Rundfunksprecher
Bliese war umfangreich für den Rundfunk als Sprecher in Hörspielen tätig. Er nahm auch Hörbücher auf, so Werke von Markus Werner. Er arbeitete auch als Rezitator und gab Lesungen, z. B. mit Gedichten von Johann Wolfgang von Goethe, Bertolt Brecht, Rainer Maria Rilke und Gottfried Benn.

## Filmografie (Auswahl)
Wo nicht anders ausgewiesen, handelt es sich um einen Fernsehspielfilm
- 1963: Einsame Menschen
- 1966: Der Raub der Sabinerinnen
- 1970: Die lieben Freunde
- 1971: Ein Mordanschlag
- 1971: Tatort: Auf offener Straße (Fernsehreihe)
- 1972: Tatort: Wenn Steine sprechen (Fernsehreihe)
- 1972: Szenen aus dem Eheleben
- 1976: Notarztwagen 7 (Fernsehserie, 8 Folgen)
- 1982: Wir haben uns doch mal geliebt
- 1982: Sonderdezernat K1 (Fernsehserie, 1 Folge)
- 1984: Heiraten ist immer ein Risiko
- 1984: Geschichten aus der Heimat (Fernsehserie, Episode „Kohl und Pinkel“)
- 1984: Eine Klasse für sich (Fernsehserie, 1 Folge)
- 1986: Tatort: Tödliche Blende (Fernsehreihe)
- 1986: Detektivbüro Roth (Fernsehserie)
- 1987: Praxis Bülowbogen Staffel 1 Folge 07 Kleine Nachtmusik
- 1989: Das Spinnennetz (Kinospielfilm)
- 1989: Bangkok Story
- 1990: Tatort: Lauf eines Todes (Fernsehreihe)
- 1990: Liebling Kreuzberg (Fernsehserie, 2 Folgen)
- 1991: Peter Strohm (Fernsehserie, 1 Folge)
- 1991: Company Business (Kinospielfilm)
- 1992: Diese Drombuschs (Fernsehserie, 1 Folge)
- 1992: Großstadtrevier (Fernsehserie, 1 Folge)
- 1992: Das Traumschiff: Norwegen (Fernsehserie)
- 1993: Harry und Sunny
- 1995: Kinder der Nacht
- 1997: Leben in Angst
- 1998: Die Straßen von Berlin (Fernsehserie)
- 2004: Der letzte Zeuge (Fernsehserie, 1 Folge)
- 2004: Vergissmeinnicht (Kurzfilm)
- 2005: Kometen
- 2005: Schiller
- 2009: Die Seele eines Mörders
- 2012: Kommissarin Lucas – Bombenstimmung (Fernsehreihe)
- 2014: Die letzten Millionen
- 2015: Eins ist nicht von dir
- 2015: Heimat ist kein Ort

## Hörspiele (Auswahl)
- 1973: Fred Kassak: Ein reizendes Pärchen – Regie: Otto Düben
- 1992: Friedrich Gorenstein: Streit um Dostojewski – Regie: Walter Niklaus (Hörspiel – SFB/DS Kultur)
- 2006: Christian von Ditfurth: Mann ohne Makel (2 Teile) (Kohn) – Regie: Norbert Schaeffer (Deutschlandradio Kultur / NDR)
- 2007: Bill Fitzhugh: Der Kammerjäger – Regie: Irene Schuck (Hörspiel – DKultur)
- 2007: Abraham B. Jehoshua: Die Passion des Personalbeauftragten (Nachtschichtleiter) – Regie: Christiane Ohaus (NDR)
- 2014: Håkan Nesser: Am Rande der Catskills – Bearbeitung und Regie: Irene Schuck (Kriminalhörspiel – DKultur)